# Allium cratericola
Allium cratericola — вид трав'янистих рослин родини амарилісові (Amaryllidaceae), ендемік Каліфорнії (США).

## Опис
Цибулин 1–3, яйцюваті, 1.5–2.5 × 1–2 см; зовнішні оболонки містять 1 або більше цибулин, коричневі або сірі, перетинчасті; внутрішні оболонки білі. Листки в'януть від кінчика в період цвітіння, 1–2, базально розлогі; листові пластини плоскі або широко жолобчасті, 10–30 см × 1–21 мм, краї цілі. Стеблина поодинока, прямостійна, 2–12 см × 1–3 мм. Зонтик стійкий, прямостійний, компактний, 20–30-квітковий, півсферичний, цибулинки невідомі. Квіти дзвінчасті, 7–14 мм; листочки оцвітини прямостійні, білі або рожеві до пурпурового забарвлення з темно-зеленувато-коричневими або пурпуровими серединними жилками, ланцетно-довгасті, еліптичні або ± обернено-ланцетні, ± рівні, краї цілі, верхівка тупа. Пиляки жовті; пилок жовтий. Насіннєвий покрив тьмяний. 2n = 14, 28.
Цвітіння: березень — травень.

## Поширення
Ендемік Каліфорнії (США).
Населяє серпентин, вулканічний та гранітний ґрунт; 300–1800 м.